# Rehetobel

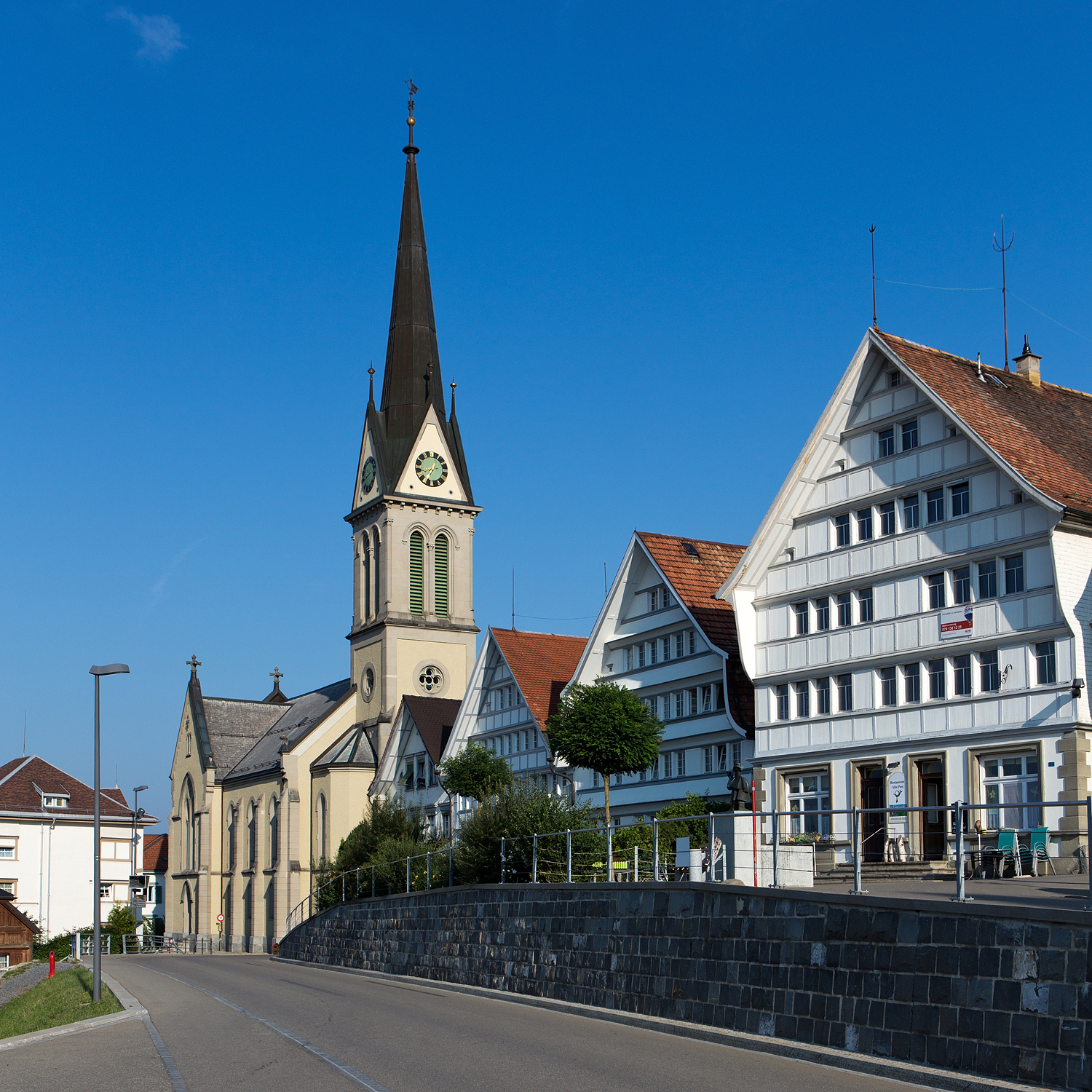
Centrala Rehetobel med den reformerta kyrkan.

Rehetobel (schweizertyska: Im Reechtobel) är en ort och kommun i kantonen Appenzell Ausserrhoden i Schweiz. Kommunen har 1 773 invånare (2023).